# Brian Molko
Brian Molko (Bruxelles, 10 dicembre 1972) è un cantautore e chitarrista britannico con cittadinanza statunitense, cresciuto in Lussemburgo. È il frontman del gruppo musicale Placebo.

## Biografia
Nato a Bruxelles da padre statunitense di origini italo-francesi e madre scozzese, i genitori si erano conosciuti e avevano vissuto a New York fino a pochi anni prima. Aveva un fratello maggiore di dieci anni, Stuart, scomparso nel 2022. Per via della professione del padre, banchiere internazionale, nei primi tre anni di vita si stabilisce con la famiglia in Libano e in Liberia, per poi fare ritorno in Belgio a Longeau (una frazione di Messancy al confine con il Lussemburgo) per un breve periodo, e infine trasferirsi in maniera stabile a Sandweiler, sobborgo della città di Lussemburgo. Qualche tempo dopo i genitori divorziano.
Brian ha frequentato prima la scuola europea della capitale lussemburghese, che lascia a causa del bullismo e poi l'American International School of Luxembourg. Nella stessa scuola c'è anche Stefan Olsdal, che conosce quando ha 13 anni e con il quale però non instaura ancora alcun rapporto di amicizia. All'età di 16 anni inizia a studiare chitarra da autodidatta.
Dopo il diploma Brian decide di trasferirsi a Londra, dove risiede tuttora, per studiare al Goldsmiths College dell'Università di Londra, dove si laurea in teatro e arti drammatiche nel 1993.
Stefan e Brian si rincontrano casualmente nella capitale inglese presso la stazione della metropolitana di South Kensington e decidono di formare una band insieme a Robert Schultzberg, poiché Steve Hewitt (che diventerà batterista dei Placebo dal 1996 al 2007 e verrà poi sostituito da Steve Forrest) è impegnato con un'altra band. I Placebo vengono fondati nel 1994.

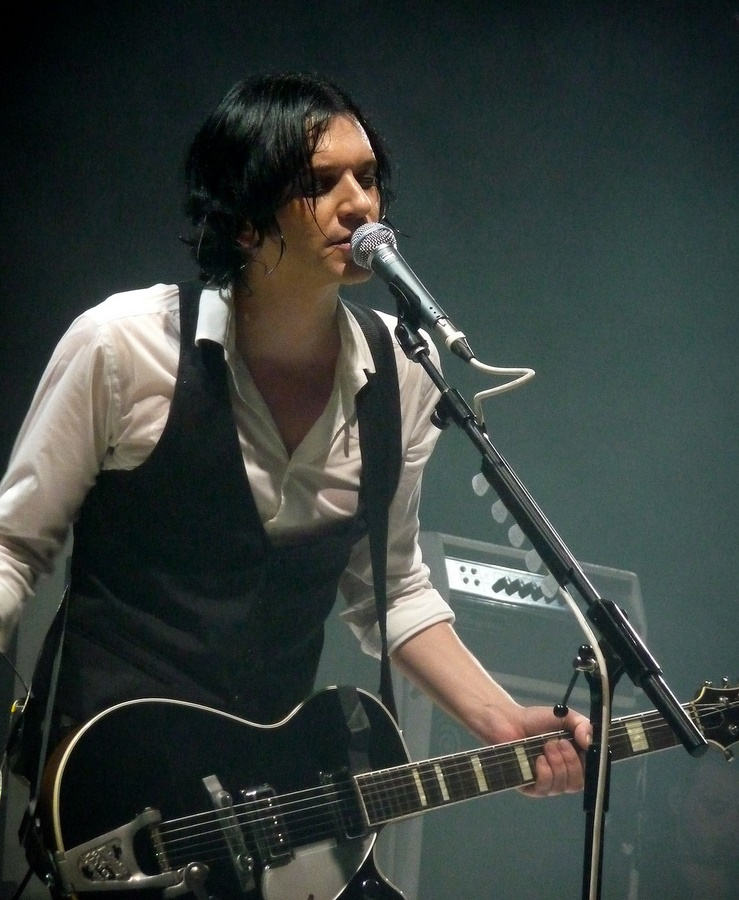
Brian Molko in concerto nel 2009

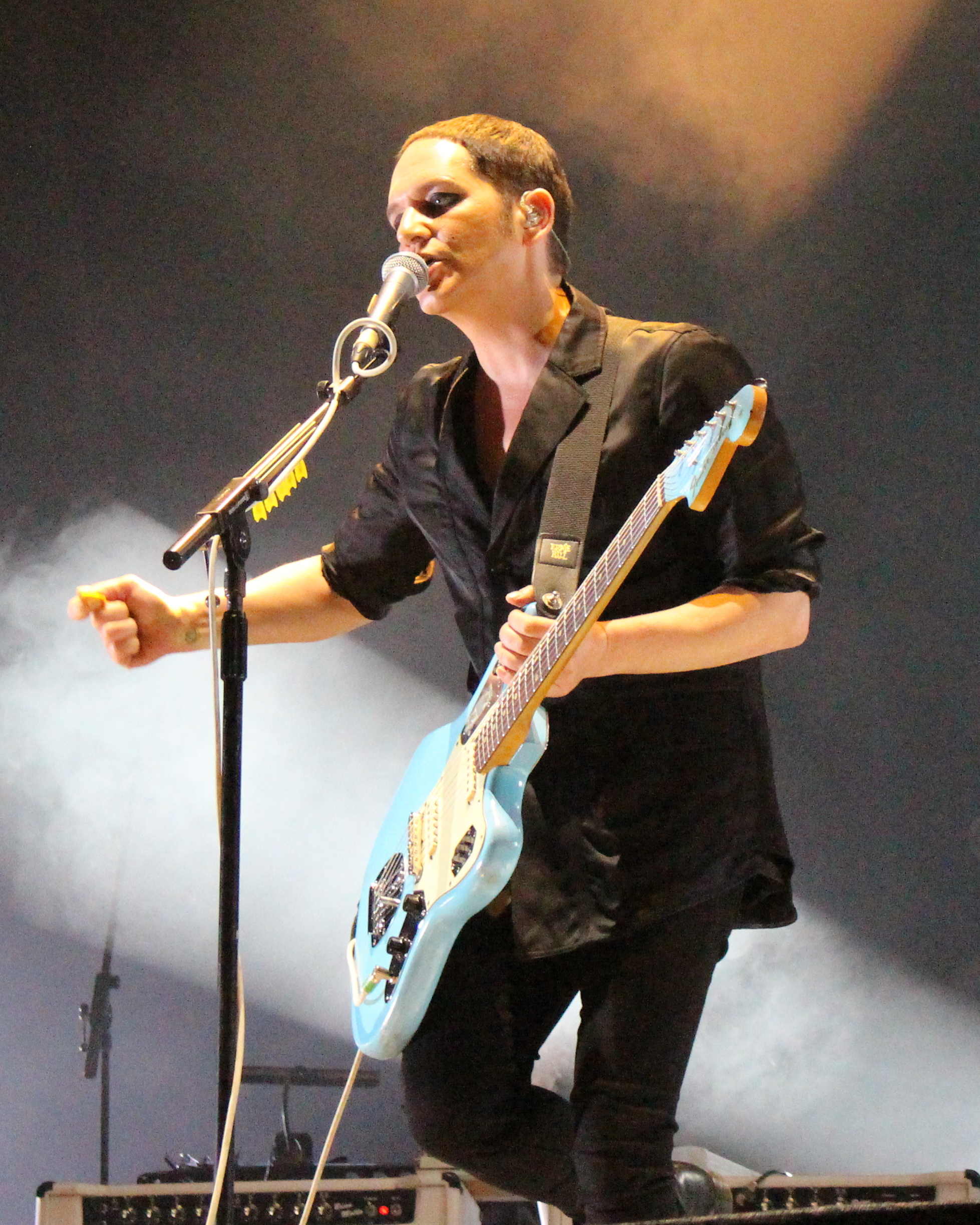
Brian Molko in concerto nel 2017

David Bowie canterà con lui il brano Without You I'm Nothing. Con il suo modo di essere, il cantante vuole creare confusione, destabilizzare i canoni stabiliti nella mente della gente che lo circonda. Questa tematica viene espressa intensamente in molti suoi brani, ad esempio Burger Queen, dove racconta il disagio di un ragazzo introverso e alternativo costretto a vivere in un grigio paesino.
Il 19 dicembre 2012 Brian Molko ha ricevuto l'Honorary Fellowship dal Goldsmiths College in cui aveva studiato, onorificenza conferitagli insieme ad altri importanti ex alunni (Rose Tremain, John Bird, Jane Goodall e Moira Buffini).
Nel mese di marzo 2021 Marc Jacobs presenta la nuova campagna primavera/estate della linea Heaven, per la quale sceglie Brian come testimonial genderfluid e che lo vede accanto alla modella Kate Moss.
L'11 luglio 2023 durante un concerto a Stupinigi ha espresso pesanti critiche alla Presidente del Consiglio italiano Giorgia Meloni definendola razzista e fascista, ed è stato in seguito querelato per diffamazione; nel febbraio 2025 il Ministero della Giustizia ha concesso al pubblico ministero l'autorizzazione a procedere.

## Vita privata
Apertamente bisessuale, dal 2002 al 2008 ha avuto una relazione con Helena Berg (che in passato aveva curato la fotografia del gruppo) dalla quale ha avuto un figlio l’8 settembre 2005, Cody Jet Molko, attore e musicista.
Molko per anni ha abusato di alcol e droga. In un'intervista del 1997 alla rivista Kerrang! disse che l'eroina era «probabilmente l'unica droga su questo pianeta non ancora provata», anche se ammise in seguito il contrario. Molko spiegò nel 2003 che molti eccessi degli esordi erano dovuti ai suoi problemi di salute mentale; gli fu infatti ufficialmente diagnosticato un disturbo depressivo maggiore all'età di vent'anni. Dichiarò poi, nel 2016, di essersi completamente disintossicato dopo l'uscita dell'album Meds.
Brian parla perfettamente anche il francese. A una radio italiana, durante la promozione di Battle for the Sun, ha dichiarato di non saper parlare ma di comprendere a sufficienza l'italiano (parlato da suo padre e da sua nonna paterna che, nativa di Bologna, si trasferirà poi a New York).

## Discografia

### Collaborazioni
- Losers – Summertime Rolls
- Asia Argento & Trash Palace – Je T'aime, Moi Non Plus
- Faultline & Françoise Hardy – Requiem for a Jerk
- Timo Maas – Pictures, Like Siamese, First Day, College 84
- Kristeen Young – No Other God
- Dream City Film Club – Some
- Jane Birkin – Smile
- AC Acoustics – Crush
- Alpinestars – Carbon Kid
- Trash Palace – The Metric System
- Hotel Persona – Modern Kids
- Indochine – Pink Water 3
- WestBam – Sick
- Fiona Brice – West End Girls
- Blackfield - Under My Skin (Sirens Remix)
- Tinlicker - Nowhere To Go